# Fred Niblo
Frederick Liedtke, conocido por su seudónimo Fred Niblo (York, Nebraska, 6 de enero de 1874-Nueva Orleans, 11 de noviembre de 1948), fue un productor y director de cine mudo y sonoro, autor de numerosos clásicos como La marca del Zorro, Sangre y arena o Ben-Hur.
Su nombre real era Frederick Liedtke, hijo de madre francesa y de padre norteamericano, quien había servido como capitán durante la guerra de Secesión y había luchado en la batalla de Gettysburg (1863). Con el nombre artístico de Fred Niblo, comenzó su carrera en espectáculos teatrales y de vodevil. Tras veinte años dedicado a la interpretación y de viajar por todo el mundo, entró en contacto con la industria del cine e intervino en dos películas en Australia.
En 1901, Niblo se casó con la actriz de Broadway Josephine Cohan, hermana mayor del artista y empresario George M. Cohan. Josephine murió en 1916 y Niblo se casó posteriormente con otra actriz a la que había conocido en Australia, Enid Bennett, con quien permanecería desposado hasta su muerte. De su primer matrimonio nació Fred Niblo Jr., quien llegará a ser un reputado guionista cinematográfico.
Cuando Fred Niblo se retiró en 1933, llevaba más de cuarenta años dedicado al mundo del espectáculo. Sus películas fueron muy importantes para el desarrollo del cine. Fue uno de los miembros fundadores de la Academia de las Artes y las Ciencias Cinematográficas de Hollywood y posee una estrella en el Paseo de la Fama de Hollywood, en el número 7014 de Hollywood Boulevard.
Niblo está enterrado en el cementerio del Forest Lawn Memorial Park de Glendale, California.

## Cine mudo

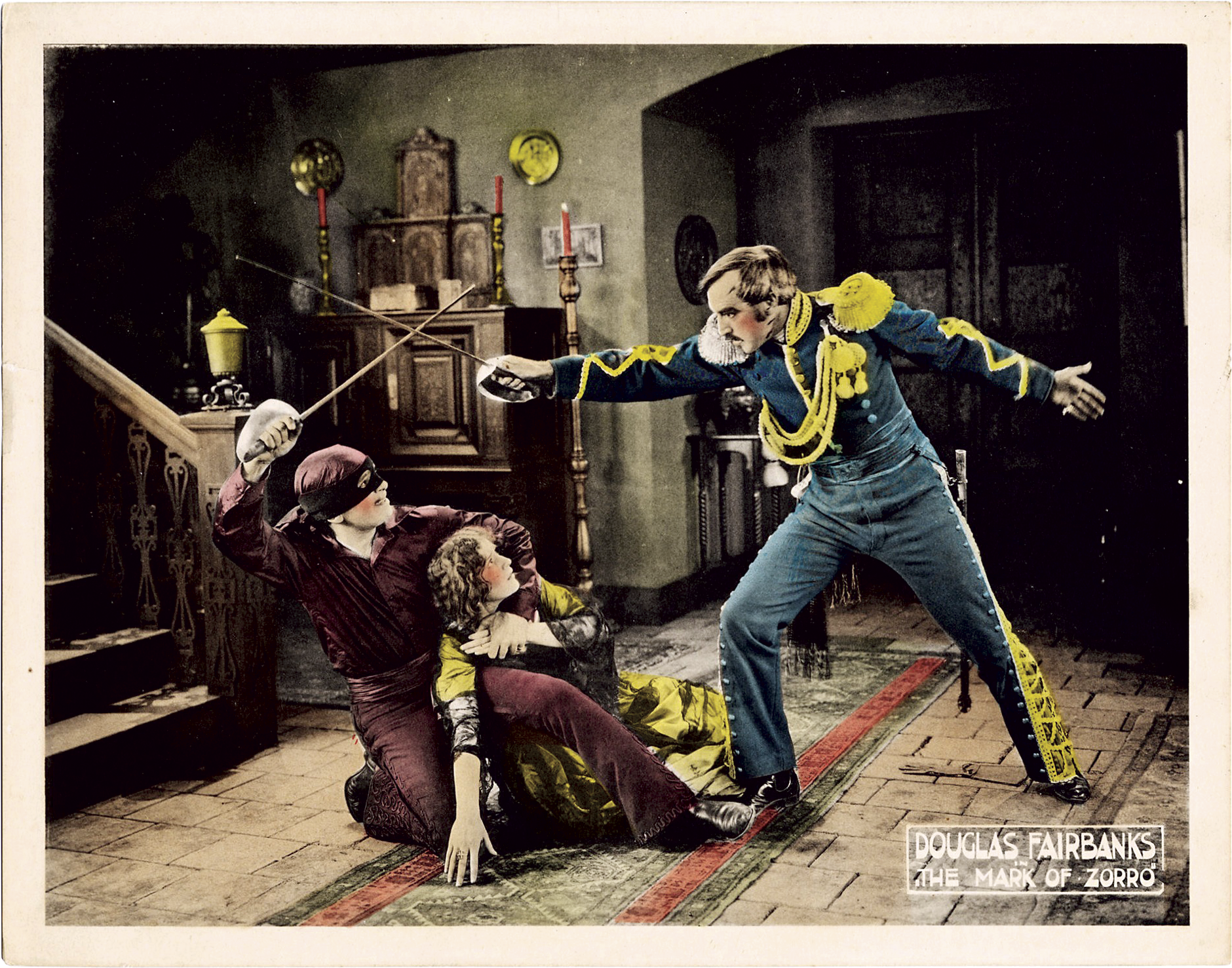
Fotograma de La marca del Zorro (1920) de Fred Niblo.

Niblo hizo una importantísima carrera en Hollywood como director de cine mudo. Dirigió a las grandes estrellas de la época, entre otras a Rodolfo Valentino, Joan Crawford, Lillian Gish, Ronald Colman, Greta Garbo, Ramón Novarro o Douglas Fairbanks. Sus películas mudas más célebres fueron:
- La marca del Zorro (The mark of Zorro, 1920), basada en la novela La maldición de Capistrano en la que Johnston McCulley había creado al personaje de El Zorro. Los protagonistas de la película fueron Douglas Fairbanks (como El Zorro), Noah Beery (como su antagonista, el sargento Pedro Gonzales) y Marguerite De La Motte (como Lolita Pulido). El enorme éxito de la película contribuyó a la popularidad de la novela y del personaje y la creación de sus subsiguientes secuelas.
- Los tres mosqueteros (The Three Musketeers, 1921), basada en la novela de Alejandro Dumas (padre) y protagonizada, de nuevo, por Douglas Fairbanks.
- Sangre y arena (Blood and Sand, 1922) basada en la novela de Vicente Blasco Ibáñez y protagonizada por Rodolfo Valentino.
- Ben-Hur (1925), basada en la novela homónima de Lewis Wallace y protagonizada por Ramón Novarro, Francis X. Bushman, May McAvoy y Betty Bronson. Se trató de una superproducción y una de las películas más caras del cine mudo, pero también de las de mayor éxito. En principio, iba a haber estado dirigida por Charles Brabin y protagonizada por George Walsh y Gertrude Olmstead. Se comenzó a rodar en Italia en 1923, pero el presupuesto se disparó y la productora no se sintió satisfecha con el material rodado durante un año, así que Irving Thalberg decidió sustituir a Brabin por Fred Niblo y a Walsh por Ramón Novarro. Se modificó el guion, se rodó un tercio de la película en Italia y el resto se filmó en Estados Unidos. En esta película participó como ayudante de producción William Wyler,[6] quien en 1959 dirigirá una nueva versión de Ben-Hur, con Charlton Heston como protagonista. El Ben-Hur de Niblo figura en el National Film Registry de Estados Unidos.[7]
- La tierra de todos (The Temptress, 1926), protagonizada por Greta Garbo (fue su segunda película en América), Antonio Moreno, Lionel Barrymore y Roy D'Arcy. Está basada en la novela La tierra de todos de Vicente Blasco Ibáñez. El primer director al que se encomendó este proyecto fue al mentor de Greta Garbo, el sueco Mauritz Stiller, pero sus diferencias con los productores hizo que se le apartara del proyecto y se encargara su dirección a Niblo.
- Camille (1926), protagonizada por Norma Talmadge, Gilbert Roland y Lilyan Tashman. Está basada en la novela La dama de las camelias de Alejandro Dumas (hijo). Actualmente no se conoce ninguna copia de este film, por lo que se considera una película perdida.
- La danzarina sagrada (The Devil Dancer, 1927), protagonizada por Gilda Gray y Clive Brook. En los premios Óscar de 1927 fue candidata a la mejor fotografía. No se conserva ninguna copia ni tampoco los negativos de la película, por lo que se la considera perdida.

## Cine sonoro
- Redemption (1930), protagonizada por John Gilbert y Renée Adorée. Fue la primera película sonora de Niblo.

## Filmografía
| - Diamond Cut Diamond (1932) - Two White Arms (1932) - The Big Gamble (1931) - Young Donovan's Kid (1931) - Way Out West (1930) - Redemption (1930) - Dream of Love (1928) - The Mysterious Lady (1928) - Two Lovers (1928) - The Enemy (1927) - La danzarina sagrada (1927) - Camille (1926) - La tierra de todos (1926) - Ben-Hur (1925) - The Red Lily (1924) - Thy Name Is Woman (1924) - Strangers of the Night (1923) - The Famous Mrs. Fair (1923) - Sangre y arena (1922) - Rose o' the Sea (1922) - The Woman He Married (1922) - Los tres mosqueteros (1921) | - Greater Than Love (1921) - Mother o' Mine (1921) - Silk Hosiery (1920) - La marca del Zorro (1920) - Her Husband's Friend (1920) - Hairpins (1920) - The False Road (1920) - Sex (1920) - The Woman in the Suitcase (1920) - Dangerous Hours (1919) - What Every Woman Learns (1919) - Stepping Out (1919) - The Virtuous Thief (1919) - The Haunted Bedroom (1919) - The Law of Men (1919) - Partners Three (1919) - Happy Though Married (1919) - Fuss and Feathers (1918) - When Do We Eat? (1918) - The Marriage Ring (1918) - Officer 666 (1916) - Get-Rich-Quick Wallingford (1916) |